# Molvena
Molvena (Molvena in veneto) è una frazione del comune di Colceresa sita in provincia di Vicenza in Veneto, posta ai piedi dell'Altopiano dei Sette Comuni. 
In precedenza è stato comune autonomo: in seguito al referendum del 16 dicembre 2018, il 20 febbraio 2019 il comune di Molvena (che comprendeva le frazioni Mure e Villa) si è fuso col vicino comune di Mason Vicentino a formare il nuovo ente.

## Geografia fisica
La fascia collinare di Molvena, grazie alla fertilità del terreno e al clima mite, è caratterizzata da coltivazioni di ciliegi, di vigneti, di ulivi e di ogni altra varietà di frutti.

## Origini del nome
L'origine del nome Molvena è incerta. Secondo una prima ipotesi deriva da Fundus Molvenius, cioè terreno appartenente a un certo Molvious. Secondo un'altra interpretazione, invece, il nome deriverebbe dal latino Multae venae, con riferimento alle molte vene d'acqua che un tempo alimentavano le sorgenti di questa zona. Una terza interpretazione, infine, collega il nome del paese a molarum vena, la cava della pietra da mola, che è molto antica e potrebbe aver dato origine alla prima contrada.
Il nome del paese compare però solo nel XII secolo.
Molto più chiaro è il nome della frazione Mure, che deriva dal tardo latino murus = muro di pietra, e indica un sistema di mura di protezione che sorgeva nell'attuale sito della chiesa o nelle sue immediate vicinanze.

## Storia

### Medioevo
Da alcuni documenti gli antichi abitati di Mure e di Molvena appaiono uniti nel 1100 come possesso, in parte a titolo di feudo e in parte a titolo di allodio, della famiglia nobiliare dei Pedàola, residente nel castello di Peòla, in località Planicia (Pianezze), e in quello di Molvena.
Molvena
Secondo il Marzari, anche il castello di Molvena si chiamava Peola, dal nome della famiglia Pedaola di Marostica, potente dinastia feudale di vassalli del vescovo di Padova, che risultavano essere "castellani de Peola" anche nella Cronaca di Ecelino.
Questo castello potrebbe risalire ad un’epoca anteriore al Mille, costruito nel luogo in cui resta il toponimo Castellare, in un punto elevato e sull'orlo del ripido versante che, scendendo verso ovest, porta a Valderio .
Mure
La prima volta si trova nominato nel Regestum Possessionum della città di Vicenza dell'anno 1262, censito separatamente dal colmello, o comune rurale, di Molvena.
Il toponimo indicherebbe un sistema di mura di protezione che sorgeva dove oggi è la chiesa o nelle sue immediate vicinanze, in via Soprachiesa. Potrebbe alludere a un castello molto antico, risalente al IX-X secolo, al tempo cioè delle scorrerie degli Ungari, quando molti abitati, in genere intorno alla chiesa, furono fortificati con mura e palizzate.
Nel 1189 il castello era in piena efficienza e affidato ad uno dei due rami della famiglia Pedàola. Il Castellare di Mure cadde probabilmente in disuso tra il 1311 e il 1314 durante le lotte tra i veronesi di Cangrande della Scala e i padovani o ad opera della città di Vicenza che voleva fiaccare la forza della nobiltà feudale locale.
Costa Vernese
Di questa località si trova il nome in un documento del 1134 pubblicato da Giovanni Brunacci, storico padovano: qui Ezzelino III da Romano aveva dei beni, che dopo la sua morte furono venduti dalla città di Vicenza alla Chiesa e poi acquistati da un certo signor Marco di Gallo.
Villa
Anche la prima documentazione di Villa risale al 1262: il Regestum Possessionum parla di un villaggio altomedievale molto antico, anteriore al Mille, situato nella vicina piana di Val Onari ai piedi del Castro Pedàula, dal quale con ogni probabilità ebbero origine i villaggi vicini.
Villa Dulionis Dominarum, cioè Doglione delle Signore veniva denominato il nucleo fortificato di un villaggio, con cerchia di mura a protezione dei feudatari.
Alla fine del 1200 un documento fa riferimento a una Villa vetere, cioè vecchia, in confronto con una nuova, quella attuale, che ne ereditò il nome quando, probabilmente nel corso del secolo seguente, quella più antica scomparve.
Verso la metà del Trecento, l'intero territorio di Molvena fu sottoposto, sotto l'aspetto amministrativo, al Vicariato civile di Marostica e tale rimase, anche sotto la dominazione viscontea e veneziana, sino alla fine del XVIII secolo.

### Età moderna e contemporanea
Nel 1606 Molvena divenne Comune e, con un proprio consiglio comunale, governò un territorio piuttosto vasto, che comprendeva, fino al 1797, il versante ovest della montagna di San Luca e, fino al 1889, la frazione di Villaraspa. In quest'ultimo anno furono ridefiniti i confini: Villaraspa passò al Comune di Mason e Mure — che prima dell'Ottocento era Comune a sé stante — si disgiunse da Salcedo per aggregarsi a Molvena, che quindi risultò composta dalle due frazioni di Mure e di Villa.

### Simboli
Lo stemma e il gonfalone di Molvena erano stati concessi con decreto del presidente della Repubblica del 29 ottobre 1958.
Le tre stelle derivano dallo stemma della famiglia Angaran (d'azzurro, alla fascia d'oro, accompagnata da tre stelle d'otto raggi dello stesso, due in capo ed una in punta), mentre la fontana simboleggia le numerose risorgive che rendono il territorio particolarmente produttivo.
Il gonfalone era un drappo partito di bianco e d'azzurro.

## Monumenti e luoghi d'interesse

### Architetture religiose
Chiesa parrocchiale di Molvena
Viene nominata per la prima volta in un documento del 1025. Nacque come cappella campestre ad uso di oratorio della famiglia dei nobili Pedàola e per ricevere le offerte dei fedeli. In un documento del 1189 - che riporta gli atti di un processo della famiglia Pedàola celebrato a Padova nella Curia dei vassalli del vescovo - si parla anche della sua fondazione. Nelle Rationes Decimarum del 1297 appare dipendente dalla chiesa di Marostica.
Fu ampliata nel XV secolo e ricostruita tra il 1761 e il 1784 nelle forme neoclassiche.
Posta su di un rilievo collinare, è dedicata a San Zenone vescovo e martire. Nell'interno, armonioso e a navata unica, spicca l'altare maggiore con le due grandi statue laterali in marmo di Carrara di San Zenone e di sant'Antonio di Padova. L'altare della Madonna del Rosario, in marmo rosso di Francia intarsiato e con colonne attorcigliate, è di pregevole fattura; la nicchia in cui è posta la statua della Vergine è contornata da medaglioni dipinti con i Misteri del Rosario. Vi sono due opere di Leandro Bassano: una porticina di tabernacolo con la Cena di Emmaus e una tavola che rappresenta la Beata Vergine, il vescovo San Zenone e San Sebastiano, opere esistenti nella chiesa precedente alla ricostruzione.
Chiesa parrocchiale di Mure
Citata nel Regestum del 1262 e nelle Rationes del 1297 come cappella dipendente dalla Pieve di Santa Maria di Breganze, la chiesa di Santo Stefano divenne autonoma nel periodo di dominazione della Serenissima; fu ricostruita intorno al 1745 e ampliata nel 1902.
L'altare maggiore, in stile barocco, si distingue per le forme curvilinee del paliotto e del ciborio, per il coronamento delle porte laterali a valva di conchiglia e volute. Una cornice rococò ospita una pala ottocentesca, di Pietro Menegatti, che raffigura Santo Stefano con la veste rosso porpora di diacono. Il Santo patrono, di fronte al sinedrio e poi lapidato, è raffigurato anche in un dipinto settecentesco di Gaetano Costalonga nella navata destra. L'altare della Beata Vergine del Carmine e del Rosario si distingue per il virtuosismo barocco della lavorazione dei marmi.
Tra il 1838 e il 1845 fu costruito il campanile quadrangolare merlato che ricorda le torri degli antichi castelli locali.
Chiesa parrocchiale di Villa
Dedicata a San Cristoforo, è attestata prima del Duecento e anch'essa citata nel Regestum Possessionum del 1262. In un documento del 1439 e in un inventario del 1444 risulta dipendente dalla parrocchia di Molvena; poi ne fu staccata e annessa a quella di San Lorenzo di Pianezze; divenne parrocchia autonoma nel 1483. L'edificio odierno è del XVIII secolo.

### Architetture civili
Villa Mastai Ferretti
È posta sulla sommità di un'altura di Molvena, all'interno di un lussureggiante parco.
Il complesso, costruito nel XVIII secolo, ha subito numerosi interventi di ristrutturazione effettuati dai vari proprietari tra i quali: nella prima metà dell'Ottocento il pittore Cosroe Dusi, verso la fine del secolo il deputato della sinistra storica Ippolito Venzo, agli inizi del Novecento il conte Fortunato Mastai Ferretti che sostituì le antiche mura con un bel giardino all'inglese. Il complesso è ora stato adattato a struttura turistica.
Villa Pigati Ranzoli
L'edificio, costruito tra il Sette e l'Ottocento, è posto in posizione panoramica sulla sommità di una collinetta, lungo la strada per Marostica. È composto dalla casa padronale, con una bella facciata signorile, e dalle adiacenze retrostanti destinate al lavoro agricolo.
Villa Gasparotto
Ex complesso rurale del 1761 di notevole interesse, posto sulla costa occidentale di Molvena, in via Costabernardo; dapprima proprietà dei Baron di via Scura, ora dei fratelli Gasparotto. Il complesso, recentemente rimaneggiato, comprende una corte con un bell'edificio padronale settecentesco affiancato da una casa di abitazione e da una cappella, sconsacrata nel 1918, quando fu adibita ad alloggiamento militare e ora inclusa in un altro edificio.
Casa Toaldo
A Villa, lungo la strada che conduce a Pianezze, vi è questo bell'edificio del Settecento, conosciuto perché vi nacque Giuseppe Toaldo, docente presso l'Università di Padova e uno dei fondatori della moderna meteorologia. La facciata della villa è imponente e reca una lapide che ricorda il 1719 e il 1792, anni di nascita e di morte del professor Toaldo. Composta da due piani e soffitta, presenta nel piano nobile una bella serliana con cornici in pietra della cava di Molvena.
Ca' Dal Ferro
Complesso quattro-cinquecentesco formato dalla casa padronale e da adiacenze agricole con grandi barchesse percorse da regolari teorie di archi; insieme monumentale che si ritiene edificato intorno al 1470 circa, ma forse sopra ad una struttura preesistente, risalente ai benedettini che qui operavano bonificando le zone acquitrinose.
Il complesso era un tempo cinto da mura di due metri circa di altezza, di cui si conservano tracce nel capitello posto in fondo alla via, circondato da fossati e canali. Numerose iscrizioni, nei muri della soffitta, documentano che fu luogo di acquartieramento di gente e soldati francesi durante la prima guerra mondiale. L'interno presenta grandi focolari in pietra e tracce d'affresco.

### Altro
Alcune case coloniche, sparse sui colli, di lontana origine medioevale in pietra nera, stanno a testimoniare l'antica presenza dell'uomo.
Tra i luoghi d'interesse si segnala un sentiero delle ciliegie, denominato "Colceresa".

## Società

### Evoluzione demografica
Abitanti censiti

## Cultura

### Istruzione
A Molvena vi sono una scuola dell'infanzia (privata paritaria) e una scuola primaria.
Vi è anche la Biblioteca comunale, che fa parte della rete di biblioteche vicentine online.

## Geografia antropica
Frazioni del Comune di Molvena erano Mure e Villa.
- Mure fino al 1889 apparteneva al Comune di Salcedo, quando se ne disgiunse per aggregarsi a Molvena.
- Villa designa una località, talora chiamata nei secoli scorsi anche Pianezze San Cristoforo. Sembra che un tempo si chiamasse "Villa del Doglione delle Signore".

Ha dato i natali a Giovanni Battista Canale (secolo XVII), professore di storia ecclesiastica e geografo, e a Francesco Canale (secolo XVII), profondo conoscitore di lingue europee e orientali.
Altre località sono: Tibalda, Valderio, Scalabrin, Collalto.

## Economia
Il piccolo paese di Molvena è sede di tre aziende leader in campo mondiale: la Diesel, fondata a Molvena da Renzo Rosso nel 1978, la Dainese, fondata nel 1972 e la Bonotto, fondata nel 1902.

## Amministrazione
| Periodo | Periodo | Primo cittadino       | Partito      | Carica  | Note |
| ------- | ------- | --------------------- | ------------ | ------- | ---- |
| 2014    | 2018    | Dino Giorgio Crestani | Lista civica | Sindaco |      |

### Gemellaggi
- Louvigny

Nel 2012 il comune di Molvena ha aderito alla lista dei comuni gemellati con la fondazione "Città della Speranza".

### Altre informazioni amministrative
La circoscrizione territoriale ha subito le seguenti modifiche: nel 1869 distacco della frazione Villaraspa, aggregata al comune di Mason Vicentino; nel 1889 aggregazione della frazione Mure, staccata dal comune di Mure ora Salcedo.